# Oliver Pongratz
Oliver Pongratz (* 14. April 1973 in Mindelheim) ist ein ehemaliger deutscher Badmintonspieler.
Schon während seiner Schulzeit am Maristenkolleg sammelte er zahlreichen Medaillen im Nachwuchsbereich und wurde 1993 erstmals Meister bei den Erwachsenen im Herreneinzel. Bis 1999 verteidigte er diesen Titel. 1996 startete er bei Olympia und wurde 33. im Einzel.

## Erfolge
| Saison    | Veranstaltung                     | Disziplin    | Platz | Name |
| --------- | --------------------------------- | ------------ | ----- | --- |
| 1985/1986 | Deutsche Einzelmeisterschaft U14  | Herreneinzel | 1     | Oliver Pongratz (TSV Mindelheim) |
| 1985/1986 | Deutsche Einzelmeisterschaft U14  | Herrendoppel | 2     | Oliver Pongratz (TV Mindelheim) / Jörg Mann (TTC Brauweiler) |
| 1986/1987 | Deutsche Einzelmeisterschaft U14  | Herrendoppel | 1     | Jörg Mann / Oliver Pongratz (TTC Brauweiler 1948 / TSV Mindelheim) |
| 1986/1987 | Deutsche Einzelmeisterschaft U14  | Herreneinzel | 2     | Oliver Pongratz (TSV Mindelheim) |
| 1987/1988 | Deutsche Einzelmeisterschaft U16  | Herrendoppel | 1     | Jörg Mann / Oliver Pongratz (TTC Brauweiler 1948 / TSV Mindelheim) |
| 1987/1988 | Deutsche Einzelmeisterschaft U16  | Herreneinzel | 2     | Oliver Pongratz (TSV Mindelheim) |
| 1988/1989 | Deutsche Einzelmeisterschaft U16  | Mixed        | 1     | Oliver Pongratz / Sylvia Reyss (TSV Mindelheim / TTC Brauweiler 1948) |
| 1988/1989 | Deutsche Einzelmeisterschaft U16  | Herreneinzel | 2     | Oliver Pongratz (TSV Mindelheim) |
| 1988/1989 | Deutsche Einzelmeisterschaft U16  | Herrendoppel | 2     | Oliver Pongratz (TSV Mindelheim) / Jörg Mann (TTC Brauweiler) |
| 1989/1990 | Deutsche Einzelmeisterschaft U18  | Herrendoppel | 1     | Gian-Piero Vargiu / Oliver Pongratz (TV Überherrn / TSV Mindelheim) |
| 1989/1990 | Deutsche Einzelmeisterschaft U22  | Herrendoppel | 2     | Uwe Ossenbrink (TuS Wiebelskirchen) / Oliver Pongratz (TSV Mindelheim) |
| 1990/1991 | Deutsche Einzelmeisterschaft U18  | Herreneinzel | 1     | Oliver Pongratz (TSV Mindelheim) |
| 1990/1991 | Deutsche Einzelmeisterschaft U18  | Herrendoppel | 1     | Gian-Piero Vargiu / Oliver Pongratz (TV Überherrn / TSV Mindelheim) |
| 1991/1992 | Deutsche Einzelmeisterschaft U22  | Herreneinzel | 1     | Oliver Pongratz (FC Langenfeld) |
| 1992/1993 | Deutsche Einzelmeisterschaft U22  | Herreneinzel | 1     | Oliver Pongratz (FC Langenfeld) |
| 1992/1993 | Deutsche Einzelmeisterschaft      | Herreneinzel | 1     | Oliver Pongratz (FC Langenfeld) |
| 1993      | Swiss Open                        | Herreneinzel | 3     | Oliver Pongratz |
| 1993/1994 | Deutsche Einzelmeisterschaft      | Herreneinzel | 1     | Oliver Pongratz (FC Langenfeld) |
| 1994/1995 | Deutsche Einzelmeisterschaft U22  | Herreneinzel | 1     | Oliver Pongratz (FC Langenfeld) |
| 1994/1995 | Deutsche Einzelmeisterschaft      | Herreneinzel | 1     | Oliver Pongratz (FC Langenfeld) |
| 1995/1996 | Deutsche Einzelmeisterschaft      | Herreneinzel | 1     | Oliver Pongratz (FC Langenfeld) |
| 1996      | Hamburg Cup                       | Herreneinzel | 1     | Oliver Pongratz |
| 1996      | Badminton goes Atlanta            | Herreneinzel | 1     | Oliver Pongratz |
| 1996      | Olympia                           | Herreneinzel | 33    | Oliver Pongratz |
| 1996/1997 | Deutsche Einzelmeisterschaft      | Herreneinzel | 1     | Oliver Pongratz (FC Langenfeld) |
| 1997/1998 | Deutsche Einzelmeisterschaft      | Herreneinzel | 1     | Oliver Pongratz (FC Langenfeld) |
| 1998/1999 | Deutsche Einzelmeisterschaft      | Herreneinzel | 1     | Oliver Pongratz (Berliner SC) |
| 1999      | Bitburger Open                    | Herreneinzel | 1     | Oliver Pongratz |
| 1999/2000 | Deutsche Einzelmeisterschaft      | Herreneinzel | 2     | Oliver Pongratz (Berliner SC) |
| 2000      | Romanian International            | Herreneinzel | 1     | Oliver Pongratz |
| 2000/2001 | Deutsche Einzelmeisterschaft      | Herreneinzel | 3     | Oliver Pongratz (GW Wiesbaden) |
| 2001      | Croatian International            | Herreneinzel | 1     | Oliver Pongratz |
| 2001      | Portugal International            | Herreneinzel | 1     | Oliver Pongratz |
| 2001/2002 | Deutsche Mannschaftsmeisterschaft | Mannschaft   | 3     | GW Wiesbaden (Mark Constable, Klaus Ebeling, Darren Hall, Michael Helber, Jon Holst-Christensen, Rexy Mainaky, Yoseph Phoa, Oliver Pongratz, Richard Vaughan, Arnd Vetters, Karina de Wit, Lotte Jonathans, Heike Laufer, Nicole Phoa, Nicole van Hooren) |
| 2001/2002 | Deutsche Einzelmeisterschaft      | Herreneinzel | 3     | Oliver Pongratz (PSV GW Wiesbaden) |

## Referenzen
- Martin Knupp: Deutscher Badminton Almanach, Eigenverlag/Deutscher Badminton-Verband (2003), 230 Seiten